# Manic Depression
Pistes de Are You Experienced
Foxy Lady Red House
Manic Depression est une chanson écrite par Jimi Hendrix et enregistrée par The Jimi Hendrix Experience le 29 mars 1967. Le critique musical William Ruhlmann décrit les paroles comme "plus une expression de frustration romantique que la définition clinique de la dépression maniaque".
La chanson est interprétée dans un rythme ternaire rapide. Il présente également la batterie de Mitch Mitchell influencée par le jazz, et une ligne de guitare parallèle à celle de la basse.
Manic Depression est inclus sur le premier album de l'Experience, Are You Experienced (1967). Des enregistrements de performances en concert ont été publiés sur BBC Sessions (1998) et Winterland (2011).

## Reprises
Elle a été reprise par beaucoup d'artistes et notamment Jeff Beck, Stevie Ray Vaughan, les Red Hot Chili Peppers, Yngwie Malmsteen, Styx et bien d'autres. Ruhlmann note les interprétations de Seal avec Jeff Beck sur Stone Free: A Tribute to Jimi Hendrix (1993) et King's X sur Dogman (1994).
Le groupe canadien Nomeansno a inclus une reprise de la chanson dans leur EP You Kill Me. Une version live est également présentée dans le bootleg Live in Warsaw.